# کرکی‌باش
کرکی‌باش (به لاتین: Kyarkibash) یک منطقه مسکونی در ارمنستان است که در استان گغارکونیک واقع شده است.